# リトルロック・ユニオン駅
リトルロック・ユニオン駅 （英語： Little Rock Union Station ）は、アメリカ合衆国アーカンソー州リトルロック ウェスト・マーカム・ストリート1400にある駅。全米各地を結ぶ旅客鉄道のアムトラックが乗り入れている。

## 概要
リトルロック・ユニオン駅の三代目駅舎は1921年に開業した。初代駅舎は、1872年から1873年にかけてカイロ・アンド・フルトン鉄道によって建設された。その20年前、1853年に州議会はアーカンソー州の北東から南西を通る鉄道を建設するために許可を与えたが工事は資金調達のトラブルや南北戦争のため遅れた。カイロ・アンド・フルトン鉄道の木造駅舎は1階に待合室、切符売り場、ダイニングルームがあり、2階は後にホテルが入居した。1874年にカイロ・アンド・フルトン鉄道とセントルイス・アンド・アイアンマウンテン鉄道が合併により発足したセントルイス・アイアンマウンテン・アンド・サザン鉄道は1906年初代駅舎を解体して、コンクリート基礎を持つルネッサンスリバイバルとゴシックリバイバル様式を取り入れたロッジアと時計塔を持つ新しいレンガ造の駅舎を建設した。その13年後、二代目駅舎は火災により外壁や時計塔の一部を残して焼失した。セントルイス・アイアンマウンテン・アンド・サザン鉄道を合併したミズーリ・パシフィック鉄道は再建を固く約束した。三代目駅舎は、リトルロックに乗り入れる3つの主要な鉄道の共同使用駅として意図し、駅舎は「ユニオン駅」として知られるようになったが、結局、ミズーリ・パシフィック鉄道のみの供用となった。メインフロアには人種別の待合室、切符売り場、ダイニングルームがあった。
アムトラックは1971年5月1日に営業を開始した時リトルロックに乗り入れず、1974年春にフォートワースからセントルイスまで旅客列車が北へ延伸されるまで当駅を通る旅客列車はなかった。当時、ミズーリ・パシフィック鉄道は駅舎を売却し、アーカンソー州出身のジョン・ベイリー氏が購入した1991年まで、多くの所有者を経た。駅舎は機械設備、電気設備、屋根などの大規模な改修が必要であり、降雨時、雨漏りにより上層階は水やゴミが入り、壁にカビが生え、床が腐った。

## 利用可能な鉄道路線／列車
アムトラックの停車する列車は下記の通り。
シカゴとサンアントニオ / ロサンゼルス間の夜行長距離列車テキサス・イーグル号 …1日1往復停車
※南行列車はシカゴ（日・火・金）出発便はサンアントニオでサンセット・リミテッド号と併結され、ロサンゼルス行きとなる。シカゴとサンアントニオ間は毎日運転。北行列車はロサンゼルス（日・水・金）出発便はサンアントニオまでサンセット・リミテッド号と併結され、同駅で切り離し。サンアントニオからシカゴ間は毎日運転。

## バス
当駅から乗車できるバスは以下の通り。
路線バス： ロック・リージョン・メトロ (Rock Region Metro) 

## 参考資料
- Great American Stations 「Little Rock, AR (LRK)」